# Dzzhe
Dzzhe (Ԫ, ԫ; cursiva: Ԫ, ԫ  ) es una letra de la escritura cirílica. La forma de la letra se originó como una ligadura de las letras cirílicas De (Д, д   Д, д ) y Zhe (Ж, ж   Ж, ж ).
Dzzhe se usa en el antiguo komi y osetio. Más tarde fue abandonado, posiblemente debido a que se parece demasiado a "дк".

## Uso
Esta letra representa la africada palatoalveolar sonora  / d͡ʒ /. Se puede romanizar como ⟨dž⟩.
- Datos: Q18924512
- Multimedia: Cyrillic Dzzhe / Q18924512